# Рычагов, Сергей Петрович
Серге́й Петро́вич Рычаго́в (1915 — 1970, Москва, СССР) — советский художник-пейзажист, отец киноактрисы Натальи Рычаговой.

## Биография
Сергей Рычагов родился в 1915 году. В 1936 году поступил на учёбу в изостудию ВЦСПС, которая находилась на Преображенской площади в Москве (руководитель Л. О. Четыркин, преподаватели Константин Фёдорович Юон, Сергей Васильевич Герасимов). В 1937 году по рекомендации И. Э. Грабаря зачислен на второй курс Московского Государственного Художественного Института им. В. И. Сурикова (мастерская С. В. Герасимова). В 1942 году окончил Институт (дипломная работа «Сдача скота для Красной Армии»). Впервые участвовал в 1946 году на Всесоюзной художественной выставке со своими работами «Возвращение стала» и «Родные поля». 
Скончался в 1970 году, похоронен на Кузьминском кладбище (уч. 140).
В 1977 году прошла персональная выставка в Москве.

## Работы находятся в собраниях
- Государственная Третьяковская галерея, Москва.
- Тверская областная картинная галерея
- Музей землеведения МГУ